# Narcoterrorismo en el Perú (2001–presente)
La insurgencia narcoterrorista en el Perú data desde 2001 y fue consecuencia del fracaso en la toma del poder de los grupos armados Sendero Luminoso (SL) y el MRTA, así como del encarcelamiento de sus cabecillas durante la época del terrorismo en el Perú. Este conflicto surgió específicamente en las zona del VRAEM y el Alto Huallaga, estando conformada por remanentes que se negaron a dejar las armas y optaron por unirse y/o intensificar su alianza con narcotraficantes de la región, además de involucrarse directamente en la producción, almacenaje y comercialización de drogas y el tráfico de cocaína con el fin de financiar sus actividades subversivas, dando como resultado una insurgencia de bajo nivel que actualmente enfrenta al Estado, dejando bajas por ambos bandos y especialmente en la población civil.
Desde la captura de Abimael Guzmán, varios integrantes de Sendero Luminoso se atrincheraron en la región del VRAEM por orden del Camarada Artemio, paralelamente, exintegrantes del MRTA (ahora con Sendero Luminoso) mantuvieron su posición en la región del Alto Huallaga, todos ellos creando alianzas con narcotraficantes colombianos y locales ubicados en estas zonas además de traficar de manera directa, adoptando el narcotráfico como principal fuente financiera. Como consecuencia los ataques contra las fuerzas de seguridad se han recrudecido, incluyendo la amplitud de su capacidad operativa en la región, consolidando sus bases de apoyo, inclusive reclutando menores de edad. En respuesta el gobierno peruano ha dirigido varias ofensivas y campañas para eliminar a todos los grupos criminales (incluso atribuyéndolos simplemente de «terroristas») en la zona, teniendo como resultado el decomiso de cantidades récord de droga (debido a la Ley de Control de Insumos Químicos promulgada en 2004) además de la destrucción de decenas de pozas de elaboración de narcóticos. Militares como Luis Giampietri propusieron declarar al VRAEM como «zona de guerra» sin éxito.
Además de su llamada «lucha armada», Sendero Luminoso busca incorporarse en la política peruana a través de organizaciones civiles como el Movimiento por la Amnistía y los Derechos Humanos (MOVADEF) y el Frente de Unidad de Defensa del Pueblo Peruano (FUDEPP). Por su parte, los exintegrantes del MRTA han conformado el Frente Democrático del Pueblo (FDP).

## Inicios
Roger Rumrill, analista en temas de subversión y narcotráfico, señaló en 2007 que los miembros del Ejército y de la Policía sabían exactamente cuál era el nuevo destino de los remanentes senderistas desde la década de 1990, que fueron denominados como «santuarios». Rumrill sugirió que ellos prefirieron no actuar para asegurarse los recursos financieros de la zona.
Aunque la guerra narcoterrorista contra Sendero Luminoso fue declarada oficialmente por el entonces excandidato a presidente del Perú, Alan García, en 2001 el ministro Gino Costa señaló que se puso en marcha de una estrategia integral destinada a promocionar la paz y el desarrollo en las zonas donde actualmente operan algunos remanentes terroristas.
El 12 de junio de 2003 tras una emboscada a una patrulla del ejército peruano que dejó 7 militares muertos, los comandos senderistas que se refugiaron en las zonas selváticas ya realizaban acciones bélicas contra la fuerza pública desde el año 2001, cuando se enfrentaron el 9 de agosto, con el saldo de 4 policías y 12 terroristas muertos en la zona selvática de Satipo, siendo la primera acción armada desde el fin del periodo de violencia 1980-2000; en ese momento, el gobierno estaba dirigido por Alejandro Toledo. En noviembre de 2002, una nueva emboscada del remanente senderista en el VRAEM deja como saldo 1 policía muerto y 4 heridos.

### Atentado de Lima de 2002
El 22 de marzo de 2002 un coche bomba explotó frente a la Embajada de Estados Unidos, situada en Surco y a menos de 48 horas de la visita del presidente de ese país, George W. Bush, a Perú. Este hecho dejó 9 muertos, 40 heridos y decenas de edificios destruidos frente al centro comercial el Polo. El presidente, Alejandro Toledo, quien se encontraba en México al momento del siniestro, anunció su regreso inmediato al país desde la ciudad de Monterrey.

### Secuestro de empleados de la compañía Techint
El 9 de junio de 2003, un grupo senderista atacó un campamento en Ayacucho y tomó como rehenes a 68 empleados de la compañía argentina Techint y a tres guardias de policía, quienes habían estado trabajando en el proyecto de Gas de Camisea que llevaría gas natural desde el departamento del Cusco hasta Lima. Según las fuentes del ministro del Interior peruano, los secuestradores pidieron un considerable rescate para liberar a los rehenes. Dos días más tarde, luego de una rápida respuesta militar, los secuestradores abandonaron a los rehenes. Se rumorea que la compañía pagó el rescate.

### Atentado de Juliaca
El 20 de mayo de 2007 (en el aniversario 27.º del primer ataque senderista contra el Estado peruano), se hizo estallar una bomba casera en un mercado en la sureña ciudad peruana de Juliaca, matando a 6 personas e hiriendo a 48. Debido a la fecha del ataque, las autoridades peruanas sospecharon que Sendero Luminoso fue el responsable de este atentado.

### Ofensiva desde el Alto Huallaga
Sendero estaba liderado aparentemente por un hombre conocido como Camarada Artemio que, aparentemente, está oculto en la región del Río Huallaga. Más que intentar destruir el Estado peruano y reemplazarlo por un Estado socialista, Artemio se había empeñado en realizar ataques hasta que el gobierno peruano liberase a los prisioneros senderistas y negociara el fin de la guerra. Estas demandas fueron hechas en varias declaraciones en vídeo por parte de Artemio. El 13 de octubre de 2006, Abimael Guzmán fue sentenciado a cadena perpetua por terrorismo; mientras que el fundador del MRTA, Víctor Polay Campos, fue condenado en marzo de ese año a 32 años de prisión.

### Atentados de 2008
El 10 de octubre de 2008, Sendero Luminoso realizó un ataque contra un convoy militar en el que murieron 19 personas, 12 de ellas militares, además de 1 desaparecido y 11 heridos, en lo que se consideró el peor atentado de Sendero Luminoso en más de una década. El ataque se produjo en Tintaypunco, provincia de Tayacaja. Sendero Luminoso atacó el convoy con una carga explosiva para, después, disparar con armas de larga distancia a la línea de vehículos. Una nueva emboscada se registró el 26 de noviembre, esta vez en el valle cocalero del Huallaga (noroeste del Perú), donde 4 policías murieron y otros 4 quedaron heridos tras ser atacado un convoy policial por una columna del grupo subversivo maoísta de Sendero Luminoso.

## Repliegue hacia el VRAEM

### Emboscada de 2009
El 9 de abril de 2009, 13 militares murieron en dos emboscadas tendidas por terroristas contra dos patrullas militares en una zona selvática del sur del Perú, según reporte del Ministerio de Defensa del Perú. Las víctimas mortales eran 1 capitán y 12 soldados, integrantes de dos patrullas atacadas en una paraje selvático del Valle de los Ríos Apurímac y Ene (VRAE), en el Departamento de Ayacucho. El Comando Conjunto de las Fuerzas Armadas señaló en un comunicado que en la celada también desaparecieron otros 2 militares y resultaron heridos 3 soldados y 1 civil. Según la información oficial, la emboscada tuvo lugar en el noroeste del poblado de Sanabamba con la explosión de varias cargas de dinamita.

### Inicio de la ofensiva de las fuerzas armadas peruanas
A mediados del año 2009, el gobierno del presidente Alan García determinó la entrada en acción para el 2010 de algunas compañías militares: La Fuerza de Infantería de Marina y las FOES (Fuerzas de Operaciones Especiales) de la Marina de Guerra del Perú, para combatir a los remanentes de Sendero Luminoso aún operativos en la región. Estas fuerzas, cuentan con el apoyo de aparatos de la Aviación Naval y del Ejército, así como de helicópteros de combate que el gobierno planea adquirir en corto plazo a Rusia. Estas nuevas fuerzas de ataque han obligado a Sendero Luminoso a replegarse en sus zonas de influencia y a perder algo más de 400 miembros, entre muertos y capturados, fortalecidos gracias a las actividades económicas relacionadas al narcotráfico en el Alto Huallaga y el VRAE (renombrado después como VRAEM al agregarse el Río Mantaro). El 5 de junio de 2011, 3 soldados murieron a manos de Sendero Luminoso mientras se dirigían en una patrulla a custodiar el proceso electoral en una aldea llamada Choquetira, en la vecina región sureste de Cusco, dejando además 6 heridos.
Actualmente el Vraem es el primer productor de cocaína del continente con cerca de 30 mil hectáreas en poder de las ” firmas” aliadas de SL. El 53 % de sus habitantes padecen desnutrición, un 36 % son analfabetas y el 77 % de las viviendas no cuentan con agua potable ni alcantarillado. Son esas las razones por las que Sendero ha conseguido recuperar sus capacidades operativas.

## Ofensiva militar peruana

### Captura del Camarada Artemio
El 12 de febrero de 2012, en la Provincia de Tocache, Florindo Eleuterio Flores Hala (Camarada Artemio), fue capturado por una fuerza combinada de la policía y el ejército peruano en medio de un combate y herido de bala, acabando de esta manera con el foco senderista en la región del Alto Huallaga. El presidente Ollanta Humala dijo que la labor ahora sería intensificar la lucha contra la restante banda de rebeldes de Sendero Luminoso ubicada en el Valle de los Ríos Apurímac, Ene y Mantaro (VRAEM), epicentro del narcotráfico en el Perú y liderados por los hermanos Quispe Palomino: Jorge (Camarada Raúl) y Víctor (Camarada José).

### Secuestro de empleados de Camisea en abril de 2012
El 9 de abril, una columna armada de Sendero Luminoso ingresó al centro poblado de Kepashiato, en el distrito de Echarate, provincia cusqueña de La Convención, secuestrando a 36 trabajadores de la empresa gasífera Camisea. En el secuestro participaron cinco adolescentes de entre 14 y 15 años. Según la policía, serían menores cautivos, captados y adoctrinados por los terroristas.
El día 12, con el fin de rescatar a los rehenes, el gobierno puso en marcha la Operación Libertad con una brigada de 24 "Sinchis" (fuerzas especiales combinadas del ejército y la policía) que fueron emboscados cuando iban a ser evacuados en un helicóptero. En este enfrentamiento fue asesinada la copiloto de la nave, Nancy Flores Páucar. Ese mismo día, a las 4 p. m. a pocos kilómetros del lugar, un helicóptero trataba de insertar más patrullas para apoyar a los "Sinchis". Sin escolta, un MI-17 con 27 efectivos de la Dinoes intentó dejar a la patrulla. Mientras descendían se produjo un nuevo ataque hirió al suboficial José Millones Vásquez. La aeronave abandonó el lugar dejando a merced de los terroristas a Lander Tamaní quien fue asesinado en el acto, César Vilca y Alfredo Astuquillca lograron escapar heridos.
El día 14, los 36 rehenes fueron liberados por los remanentes de Sendero Luminoso. Ellos llegaron al centro poblado de Kiteni, donde fueron auxiliados por las FF.AA. y PNP. El gerente general de la Transportadora de Gas del Perú indicó que la empresa que representa no pagó dinero alguno por la liberación de los rehenes (versión que genera dudas hasta el día de hoy). Luego de que el Comando Unificado emitiera el comunicado de la liberación de los trabajadores secuestrados, el presidente Humala calificó al hecho de una “victoria importante e impecable” para el país. Paralelamente, la patrulla militar que buscaba a los desaparecidos César Vilca y Alfredo Astuquillca fue emboscada nuevamente mediante minas sembradas en el sendero. Los suboficiales EP Juan Navarro Calle y Constantino Ramos Betetta murieron. Otros diez soldados resultaron heridos.
El 15, el presidente Humala llegó a Kiteni y se reunió con los 36 colaboradores del proyecto Camisea liberados. El jefe de Estado les pidió a los ex rehenes dar información sobre sus captores. Tres días después, el cabecilla senderista Martín Quispe Palomino (camarada ‘Gabriel’) se reunió con un grupo de periodistas a inmediaciones del camino minado. Ante ellos dijo ser el autor del secuestro de Camisea e indicó que sus huestes asesinaron a los dos suboficiales desaparecidos. Lo que después sería desmentido con la aparición de Luis Astuquillca el día 29, quien llegó al centro poblado de Kiteni por su cuenta y relatando que su compañero César Villca murió en sus brazos poco después de la emboscada.
El 2 de mayo, el padre del suboficial PNP César Vilca halló el cuerpo sin vida de su hijo. El día 4, familiares, amigos y vecinos del fallecido suboficial César Vilca exigieron al presidente Ollanta Humala que se destituya al ministro Daniel Lozada, quien acudió al cementerio Santa Rosa de Chorrillos donde fue abucheado.
El 5, el entonces ministro Otárola afirmó que no piensa renunciar, pues consideró que ello es seguirle el juego a los senderistas: “El gobierno no le va a dar otro triunfo a estos delincuentes terroristas y eso haríamos si ponemos la cabeza de los ministros en bandeja de plata”. El día 10, Otárola y Lozada presentaron su carta de renuncia ante la presidenta de la República en funciones, Marisol Espinoza.

### Muerte del Camarada William
El 9 de septiembre de 2012, la Policía Nacional del Perú junto con las Fuerzas Armadas del Perú abatieron a Víctor Hugo Castro Ramírez, más conocido como el "Camarada William", "Camarada Guillermo", el "Gringo" o el "Gato"; y apodado el "Francotirador de Sendero Luminoso", luego de que fuera abandonado por sus compañeros y acorralado por las fuerzas del orden en Llochegua donde fue abatido de ocho balazos.

### Muerte de los cabecillas 2 y 4, camaradas Alipio y Gabriel
El domingo 11 de agosto de 2013, a las 10 de la noche en la comunidad de Pampas en el distrito de Llochegua, departamento de Ayacucho, patrullas combinadas del Ejército del Perú, Marina de Guerra y Policía Nacional del Perú (Grupo Especial de inteligencia "LOBO"), emboscaron y dieron muerte al Camarada Alipio (Alejandro Borda Casafranca) número 2 en la cúpula de Sendero Luminoso y al Camarada Gabriel (Martín Quispe Palomino, el mismo que organizó el secuestro de Camisea en 2012) número 4 en la misma cúpula, este último hermano del actual número uno de Sendero Luminoso, Víctor Quispe Palomino, alias Camarada José, así mismo murió un tercer subversivo que responde al alias de Camarada Alfonso, hombre de confianza del Camarada Alipio, toda esta acción estaba encuadrada en el plan de operaciones CAMALEÓN 2013, siendo uno de los golpes más decisivos perpetrados a la organización terrorista en los últimos tiempos.

### Captura de los camaradas Renán y Yuri
Luego de la muerte del Camarada Alipio y del Camarada Gabriel, sus lugares fueron ocupados por los camaradas Renán (en lugar de Gabriel, y hombre de confianza de este) y Yuri (en lugar de Alipio), ambos designados por el Camarada José.
El Camarada Renán (Alexander Alarcón Soto) y el Camarada Yuri (Dionisio Ramos Limaquispe) fueron capturados por la Dirección Contra el Terrorismo (DIRCOTE) con ayuda de exmiembros senderistas. Fueron atrapados cuando se encontraban en plena preparación de una ola de acciones contra el gas de Camisea.

### Rescate de indígenas sometidos a esclavitud
En agosto de 2015 se logró, por parte de las fuerzas de seguridad peruana, la liberación de 54 indígenas de la etnia asháninka de manos de Sendero Luminoso, de ellos 34 niños. Según relatos de los mismos liberados "Los mandos de Sendero someten a servidumbre forzosa a sus cautivos, en lo que denominan centros de producción, granjas donde las mujeres son forzadas a abastecerles de alimentos y también de nuevos guerrilleros a través de violaciones, ya que los niños concebidos son integrados en la actividad militar. Los niños se dedican al cultivo y a la crianza de animales y son adoctrinados en la ideología (marxista-leninista-maoísta) de Sendero. Cuando cumplen 15 años, son incorporados a la guerrilla". Pese a este éxito, se presume que esta agrupación terrorista aún mantiene en situación de esclavitud entre 270 y 300 personas, de los que entre 70 y 80 son niños.

### Ataque a soldados previo a las elecciones del 2016
El sábado 9 de abril, un día antes de las elecciones presidenciales, un comando armado de Sendero Luminoso emboscó una patrulla militar que se dirigía al pueblo de Matichaca, en el departamento andino de Junín, que iba a custodiar las urnas de esta población que serían utilizadas el domingo para las elecciones, dejando un saldo de diez (10) soldados y dos (2) civiles muertos, además de varios heridos. El ataque se produjo en el poblado de Hatunccasa, en Santo Domingo de Acobamba, centro del Perú, cerca al VRAEM.
Además se registraron más ataques durante el año, como un ataque a una base militar en Mazamari, con el saldo de un militar herido. Otros ataques perpetrados por "narcoterroristas" contra policías han sido reportados a lo largo del año con saldo de 3 policías y 4 senderistas muertos en 2 operativos antinarcóticos en el VRAEM.

### Ofensiva diplomática y judicial de Estados Unidos a SL
En agosto de 2016 el Departamento de Estado de los Estados Unidos designó como terroristas a los actuales cabecillas de Sendero Luminoso en la región del VRAEM: Los hermanos Quispe Palomino (a quienes el año anterior ya había designado como narcotraficantes) y a Tarcela Loya Vílchez, ideóloga del grupo, ordenando expropiar sus activos en territorio norteamericano, donde también afrontan cargos penales por narcotráfico. Estados Unidos empezó a ofrecer una recompensa de USD$5 millones de dólares a quien brinde información que conduzca a la captura o muerte de Víctor Quispe Palomino, actual número 1 en la cúpula de Sendero Luminoso.

## Actividad criminal, 2017-2023
En lo transcurrido del año 2017 se presentaron 3 emboscadas a la policía peruana en las cercanías del VRAEM, que han dejado 7 policías asesinados y 2 heridos, provocadas aparentemente por Sendero Luminoso: El 18 de marzo en la localidad de Curumpiaria del municipio de Palmapampa, con un saldo de 3 policías muertos; el 31 de mayo en el distrito Luricocha de la provincia de Huanta, dejando un muerto y 2 heridos y el 6 de septiembre en la localidad de Churcampa de la región de Huancavelica, con un saldo de 3 policías muertos en el ataque. Todos los ataques los provocó en represalia por los operativos antinarcóticos que la policía y el ejército peruano desarrollan en el VRAEM que han afectado las finanzas de los narcotraficantes que protegen. 
En 2018, el primer ataque del año ocurrió el 8 de junio en el Distrito de Anco, provincia de Churcampa, región de Huancavelica, donde 4 policías fueron asesinados cuando patrullaban una vía a bordo de una camioneta, zona que había sido declarada hace poco fuera de la influencia senderista. Pese a este ataque, los operativos contra este remanente continúan.
El 19 de septiembre de 2018 se produjo en un enfrentamiento en el distrito ayacuchano de Llochegua en la provincia de Huanta dentro de la zona conocida como el VRAEM, el combate entre policías y terroristas inició en la mañana, cuando las patrullas ingresaron a la agreste vegetación, fueron alertados de un desplazamiento de senderistas reportado por los canales de inteligencia, Allí se desató el enfrentamiento que terminó con la muerte de un terrorista, quien era un lugarteniente del 'Camarada Antonio', jefe militar de la organización terrorista Sendero Luminoso. Junto a su cuerpo, también se logró incautar un fusil de asalto Galil con su acople para lanzar granadas calibre 40 mm, así como pertrechos militares.
Un informe del Comando Conjunto de las Fuerzas Armadas dicen que abatieron a un segundo senderista, cuyo cuerpo aún no fue recuperado, e hirieron a otros dos.
Meses después el 26 de febrero del 2019 el ejército logró abatir a "Camarada Leonidas" encargado de  la seguridad principal de Jorge Quispe Palomino, conocido bajo el seudónimo de "Raúl", esto gracias a una operación conjunta de inteligencia de la Policía Nacional y acciones operativas del Comando Conjunto de las Fuerzas Armadas, esto en el distrito de Distrito de Pucacolpa, Provincia de Huanta.
Las autoridades han confirmado que el grupo ha usado indígenas de la zona para trabajos forzados, relacionados con la construcción de infraestructura y trasiego de droga, además de organizar conferencias y charlas alrededor del país. Asimismo los elementos del ejército que operan en la zona lo hacen en condiciones inadecuadas, resultado que se puede ver en la lenta caída de cabecillas y la pobre logística a la hora de evitar emboscadas.
El 9 de mayo de 2019 una columna senderista irrumpió en la Provincia de Tayacaja, paralizando la actividad de la comunidad por el resto del día. Los subversivos se llevaron animales de carga e insumos para la elaboración de estupefacientes. Miembros de las fuerzas de seguridad fueron atacados por militantes de Sendero Luminoso en el distrito de Huanta, Ayacucho. Después del tiroteo, militantes dejaron armas y municiones. El tiroteo se cree que fue en respuesta a la captura de "Julio Chapo".

### Masacre del VRAEM
En el año 2021, durante la campaña electoral de segunda vuelta, ocurrió un atentando en un bar de la localidad de San Miguel del Ene, en el que fallecieron 16 personas, incluyendo dos niños. Los atacantes, después de disparar a quemarropa a los que estaban dentro del establecimiento, decidieron incendiar el local, además de desplegar propaganda política en frente del lugar de ataque. Al culminar el ataque, se marcharon los integrantes del grupo insurgente en motocicleta. Todavía se desconocen todos los detalles del ataque.

### Operación Patriota
Fue una operación realizada por las Fuerzas Armadas y la Policía Nacional contra el Militarizado Partido Comunista del Perú (MPCP) con el objetivo de capturar a su líder, Víctor Quispe Palomino (Camarada José). Tuvo lugar el 11 de agosto de 2022 y resultó en la conquista de la zona de Vizcatán, un importante centro de operaciones del MPCP, aunque no se pudo capturar a Quispe Palomino, quien huyó herido del lugar. Además, se logró incautar documentos, armamentos y la desarticulación del sistema de comando de la organización armada. La operación resultó con un saldo de 10 a 15 militantes muertos y dos bajas de las fuerzas gubernamentales.
El 28 de septiembre de 2022, la Dircote realizó una operación antiterrorista en Huanta (Ayacucho), en el paraje de Huarcatán, se logró incautar 2 fusiles, 2 pistolas ametralladoras, 3 pistolas, 8 granadas, 168 cartuchos de dinamita, granadas API y numerosos cartuchos así como otros elementos.

### Emboscadas de 2023
El 10 de febrero de 2023, una patrulla policial fue emboscada en el distrito de Pichari a 20 minutos de la localidad de Puerto Cocos. Murieron 7 efectivos y resultó herido 1 policía, los agentes pertenecían a la Dinoes y a la comisaría de Natividad.
El 8 de abril de 2023, el líder ashaninka Santiago Contoricón, fue asesinado a balazos por sicarios, en la puerta de su casa, ubicada en la comunidad nativa de Puerto Ocopa, distrito de Río Tambo, provincia de Satipo (Junín). Se ha asociado la causa de su asesinato a su defensa constante del territorio comunal de Puerto Ocopa contra la tala ilegal y su colaboración con fuerzas especiales de la Policía Nacional para frenar y erradicar el narcoterrorismo. Posteriormente se llevaría a cabo un paro asháninka que terminó con el compromiso estatal de reforzar la zona. Durante el paro desaparecieron 4 personas. El 14 de abril se reportó la muerte de un suboficial del ejército durante un enfrentamiento con terroristas en Junín, cuatro días después se informó la captura del camarada Álvaro y la muerte del camarada Paulino.
El 15 de junio fue capturado Carlos Solier Zúñiga (camarada Carlos) en el centro poblado Ocaña, dicho terrorista es acusado de ser autor material de la emboscada de Pichari en febrero y de la masacre del Vraem. El 26 de julio, un helicóptero militar fue atacado en la zona de Virgen Ccasa y Mohenapampa, distrito de Llochegua, logrando realizar maniobras evasivas aterrizó en el distrito de Pichari. Producto del ataque, un menor de edad resultó herido.
El 4 de septiembre, una patrulla militar fue emboscada en el distrito de Putis, provincia de Huanta (Ayacucho) por una columna terrorista, dejando como saldo 4 militares (entre ellos un teniente) y 2 terroristas muertos y 3 militares heridos.
El 7 de septiembre, se informó la desaparición de un enfermero que laboraba en Alto Mantaro (Junín) presuntamente fue secuestrado por el Militarizado Partido Comunista del Perú por colaborar con las fuerzas del orden. Un mes antes, otro poblador también fue secuestrado y desaparecido. Tras estos acontecimientos, 13 centros de salud cerraron y sus trabajadores exigieron mayor seguridad y su reubicación a otras zonas.